# 钱迪利
钱迪利（Chandili），是印度奥里萨邦Rayagada县的一个城镇。总人口18688（2001年）。

## 人口
该地2001年总人口18688人，其中男性9537人，女性9151人；0—6岁人口2251人，其中男1191人，女1060人；识字率65.60%，其中男性为74.43%，女性为56.40%。